# Records des Clippers de Los Angeles
Cette page liste les records de l'équipe et des joueurs des Clippers de Los Angeles depuis leur création en 1970.

## Records individuels en saison régulière
Légende: En Gras : joueurs encore en activité en NBA.

### En carrière
| Statistique             | Joueur         | Record |
| ----------------------- | -------------- | ------ |
| Matchs joués            | DeAndre Jordan | 750    |
| Points                  | Randy Smith    | 12 735 |
| Passes décisives        | Chris Paul     | 4 023  |
| Interceptions           | Randy Smith    | 1 072  |
| Total de rebonds        | DeAndre Jordan | 7 988  |
| Contres                 | DeAndre Jordan | 1 277  |
| Tirs marqués            | Randy Smith    | 5 214  |
| 3 points inscrits       | Paul George    | 820    |
| Lancers francs inscrits | Corey Maggette | 3 122  |
| Pertes de balles        | Blake Griffin  | 1 258  |

### Sur un match
| Statistique                | Joueur                                                      | Record | Date |
| -------------------------- | ----------------------------------------------------------- | ------ | --- |
| Minutes                    | Loy Vaught                                                  | 58     | 17 février 1995                                                                                         |
| Points                     | Bob McAdoo Charles Smith                                    | 52     | 22 février 1974 17 mars 1976 1er décembre 1990                                                          |
| Paniers marqués            | Bob McAdoo Freeman Williams                                 | 22     | 18 mars 1975 20 novembre 1975 19 janvier 1980                                                           |
| Paniers tentés             | Bob McAdoo                                                  | 37     | 2 décembre 1975                                                                                         |
| Paniers à 3 points réussis | Robert Covington                                            | 11     | 1er avril 2022                                                                                          |
| Paniers à 3 points tentés  | Robert Covington                                            | 18     | 1er avril 2022                                                                                          |
| Lancers francs réussis     | World B. Free                                               | 22     | 13 janvier 1979                                                                                         |
| Lancers francs tentés      | DeAndre Jordan                                              | 34     | 30 novembre 2015                                                                                        |
| Rebonds défensifs          | Swen Nater                                                  | 20     | 14 décembre 1979                                                                                        |
| Rebonds offensifs          | Michael Cage                                                | 14     | 26 décembre 1987                                                                                        |
| Total rebonds              | Swen Nater                                                  | 32     | 14 décembre 1979                                                                                        |
| Passes décisives           | Ernie DiGregorio                                            | 25     | 1er janvier 1974                                                                                        |
| Interceptions              | Louis Williams                                              | 10     | 20 janvier 2018                                                                                         |
| Contres                    | Benoit Benjamin                                             | 10     | 29 janvier 1988 31 mars 1989                                                                            |
| Balles perdues             | World B. Free Gary Grant Ron Harper Al Thornton Paul George | 10     | 31 janvier 1979 31 octobre 1979 26 février 1980 13 avril 1989 12 mars 1991 3 mars 2008 15 novembre 2022 |

## Records individuels en Playoffs

### En carrière
| Statistique             | Joueur         | Record |
| ----------------------- | -------------- | ------ |
| Matchs joués            | DeAndre Jordan | 57     |
| Points                  | Chris Paul     | 1 125  |
| Passes décisives        | Chris Paul     | 462    |
| Interceptions           | Chris Paul     | 121    |
| Total de rebonds        | DeAndre Jordan | 645    |
| Contres                 | DeAndre Jordan | 116    |
| Tirs marqués            | Blake Griffin  | 415    |
| 3 points inscrits       | Paul George    | 106    |
| Lancers francs inscrits | Blake Griffin  | 236    |
| Pertes de balles        | Chris Paul     | 140    |

### Sur un match
| Statistique                | Joueur                    | Record | Date                        |
| -------------------------- | ------------------------- | ------ | --------------------------- |
| Minutes jouées             | Elton Brand               | 54     | 16 mai 2006                 |
| Points                     | Bob McAdoo                | 50     | 18 avril 1975               |
| Paniers marqués            | Bob McAdoo                | 21     | 6 avril 1974                |
| Paniers tentés             | Bob McAdoo                | 40     | 6 avril 1974                |
| Lancers francs réussis     | DeAndre Jordan            | 14     | 10 mai 2015                 |
| Lancers francs tentés      | DeAndre Jordan            | 34     | 10 mai 2015                 |
| Paniers à 3 points réussis | Chris Paul                | 8      | 5 mai 2014                  |
| Paniers à 3 points tentés  | Paul George               | 15     | 20 juin 2021                |
| Rebonds défensifs          | Bob McAdoo                | 18     | 2 avril 1974 15 avril 1976  |
| Rebonds offensifs          | Jim McMillian             | 10     | 6 avril 1974                |
| Total rebonds              | Bob McAdoo DeAndre Jordan | 22     | 18 avril 1976 24 avril 2014 |
| Passes décisives           | Chris Paul                | 16     | 9 mai 2014                  |
| Interceptions              | Ron Harper Jamal Crawford | 6      | 8 mai 1993 8 mai 2015       |
| Contres                    | Gar Heard                 | 6      | 12 avril 1974               |
| Balles perdues             | Chris Paul                | 8      | 17 mai 2012                 |

## Records de la franchise

### Sur une saison
| Statistique                    | Record | Moyenne par match          | Saison    |
| ------------------------------ | ------ | -------------------------- | --------- |
| Points marqués                 | 9 481  | 115,6 points / match       | 2023-2024 |
| Rebonds                        | 4 261  | 52 rebonds / match         | 1970-1971 |
| Passes décisives               | 2 242  | 27,3 passes / match        | 1992-1993 |
| Interceptions                  | 847    | 10,3 interceptions / match | 1992-1993 |
| Contres                        | 600    | 7,3 contres / match        | 1973-1974 |
| Tirs marqués                   | 3 728  | 45,5 tirs / match          | 1973-1974 |
| Tirs tentés                    | 7 877  | 96,1 tirs / match          | 1972-1973 |
| Pourcentage au tir             | 50,0%  | /                          | 1981-1982 |
| 3 points marqués               | 1 047  | 12,8 tirs / match          | 2021-2022 |
| 3 points tentés                | 2 802  | 33,7 tirs / match          | 2021-2022 |
| Pourcentage à 3 points         | 41,1%  | /                          | 2020-2021 |
| Lancers francs marqués         | 2 067  | 25,2 tirs / match          | 1985-1986 |
| Lancers francs tentés          | 2 683  | 32,7 tirs / match          | 1985-1986 |
| Pourcentage aux lancers francs | 83,9%  | /                          | 2020-2021 |
| Pertes de balles               | 1 828  | 22,3 pertes / match        | 1973-1974 |